# Adorf (Vogtland)
Adorf egy kisváros Szászország nyugati részén Vogtland kerületében.

## Története
1263-ban alapították a Schwarzbach patak mentén a Szent Mihály-kápolnát, melyet I. Henrik plaueni helytartó 1286-ban a német lovagrendnek adományozott. 1290-ben mellette létrehozta Adorf települést. 1294-ben már városként említik, 1477-ben falat kezdtek építeni köré, 65 év kellett hozzá, hogy befejezzék. A középkortól kezdődően a település híressé vált egy különleges népművészeti ágról, a gyöngyházkészítésről.
1546-ban itt zajlott a schmalkaldeni háború egyik ütközete, ami a császári csapatok javára fordította a háború menetét. A csatában nagy szerepet kaptak I. Ferdinánd magyar huszárjai.

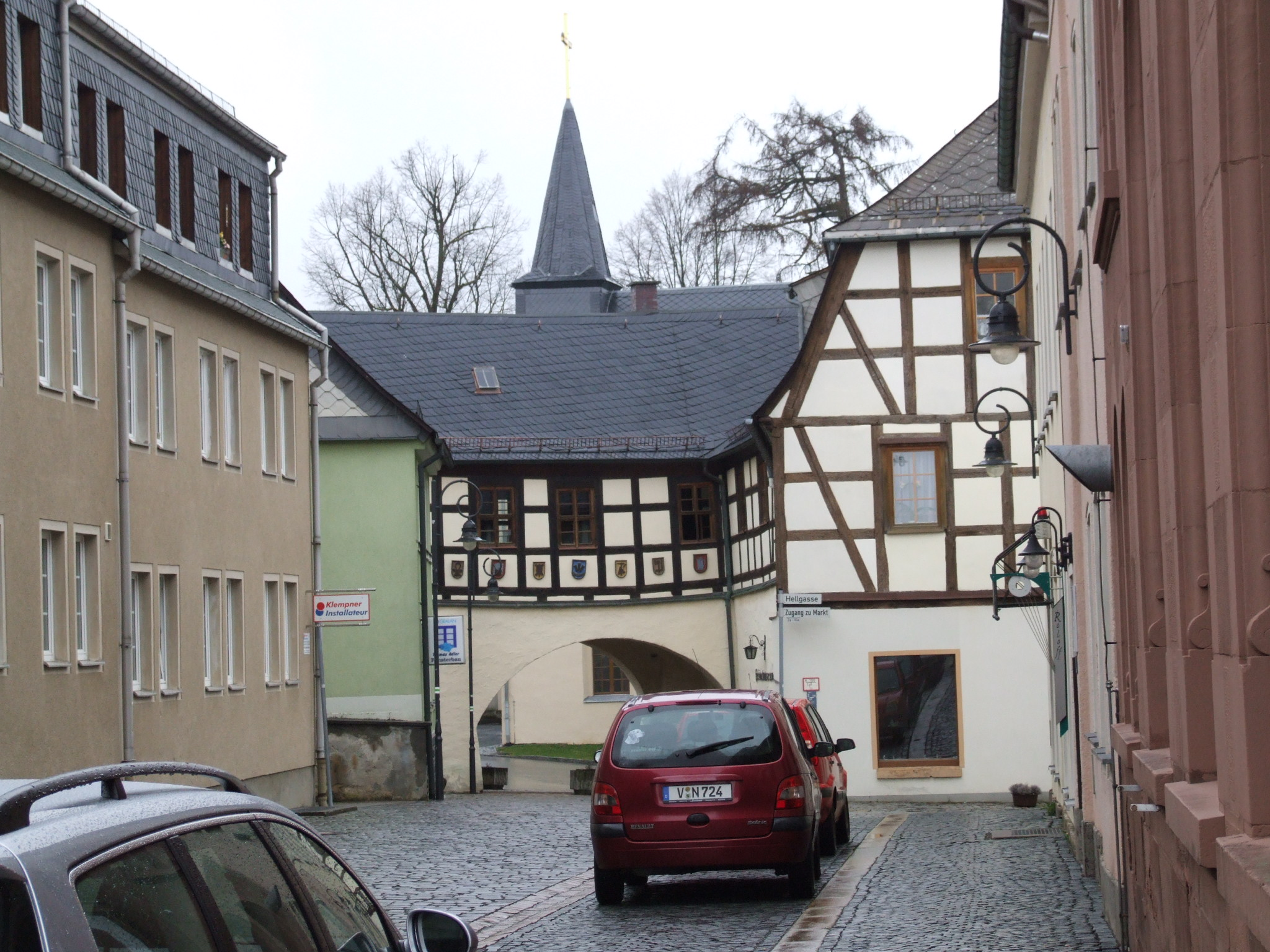
Freibergi kapu

## Látnivalók
- Kilátó a városra és környékéra a Létra-hegyről (Leitersberg)
- Szent Mihály-kápolna
- Szent János-temetkezőtemplom – 1858-ban épült
- Erődítményrendszer, Freibergi kapu

## Itt születtek, itt éltek
- Johann Kaspar Kerll (1627–1693) – német zeneszerző itt született.

## Galéria

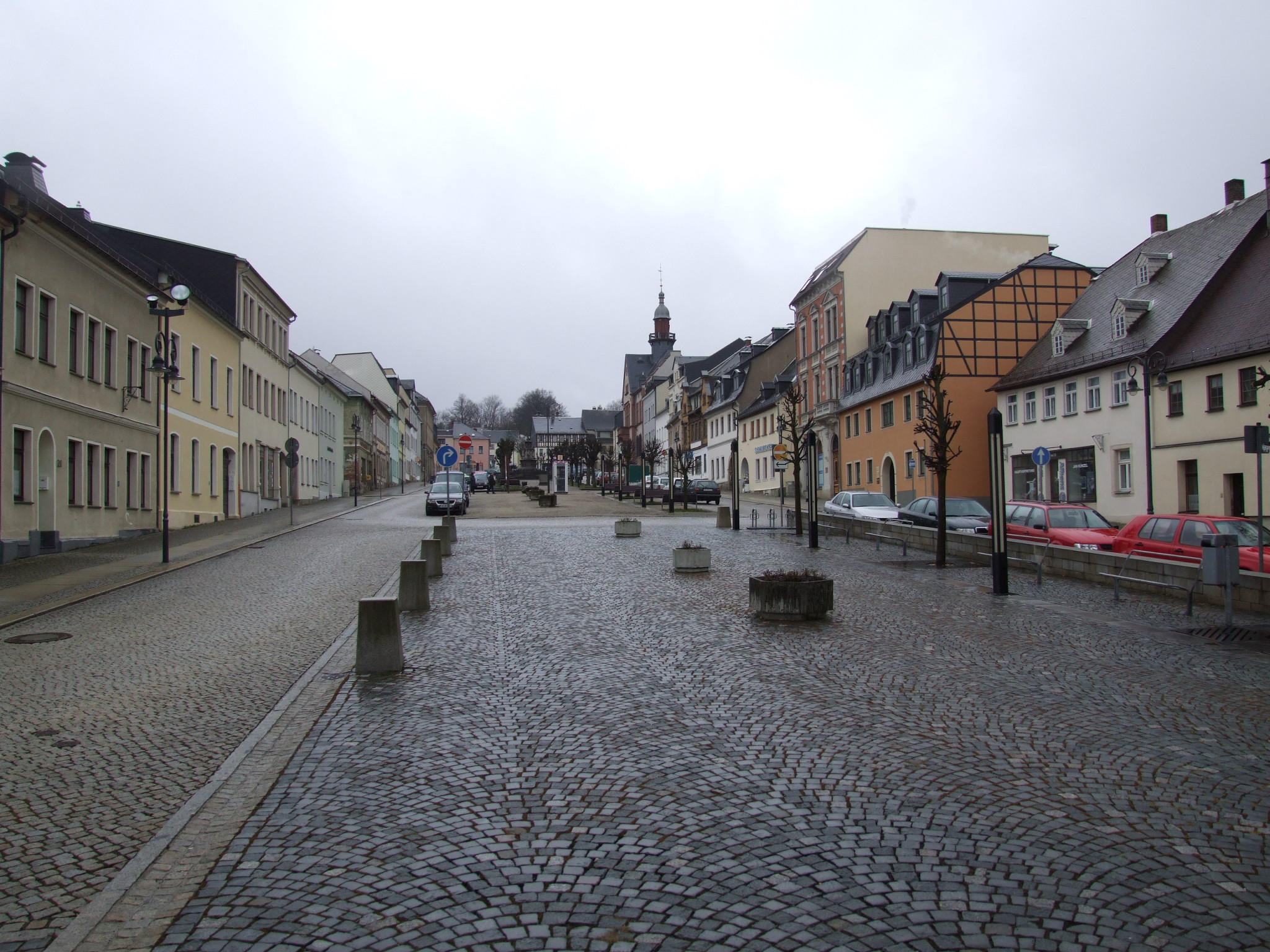
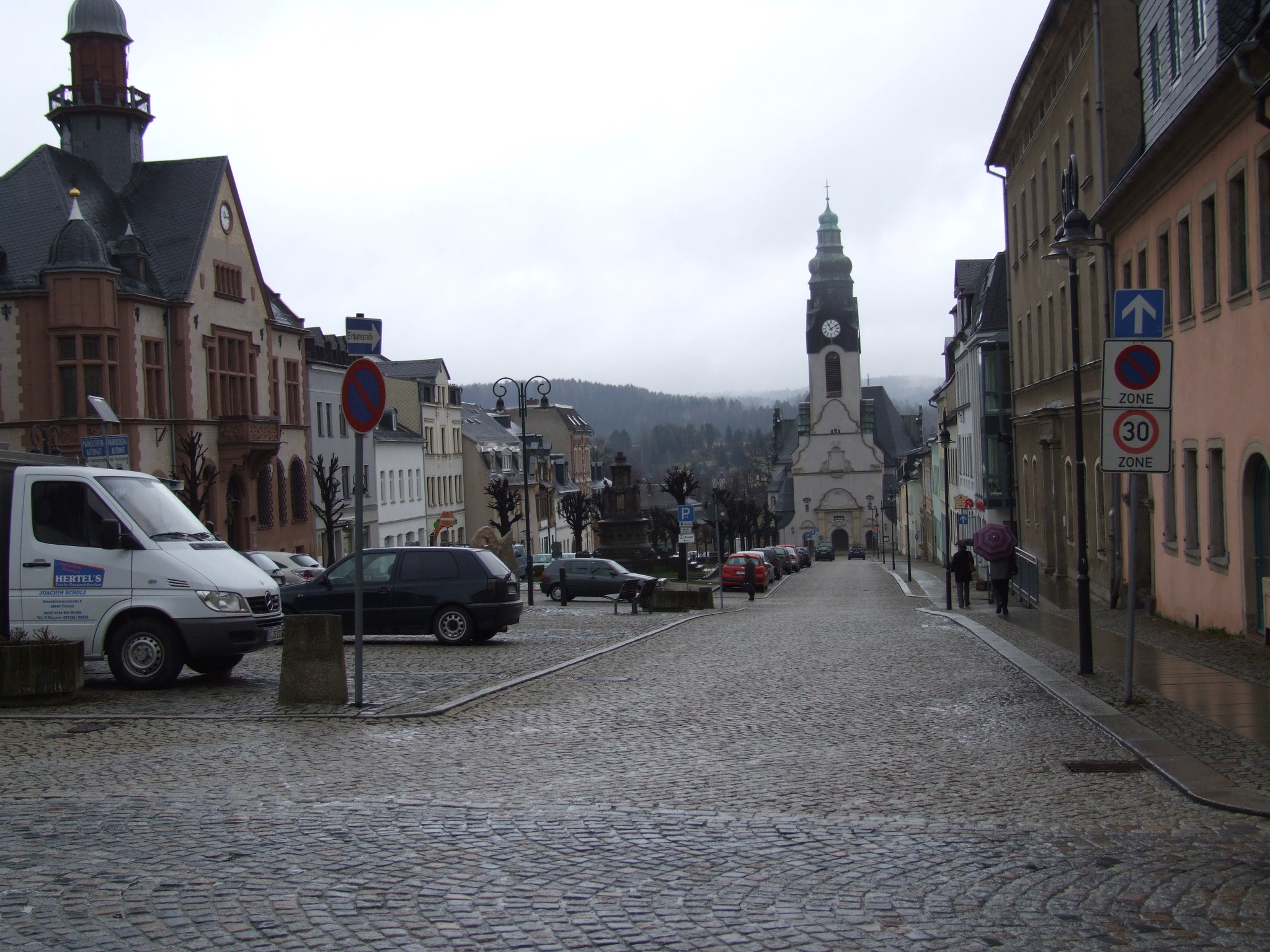
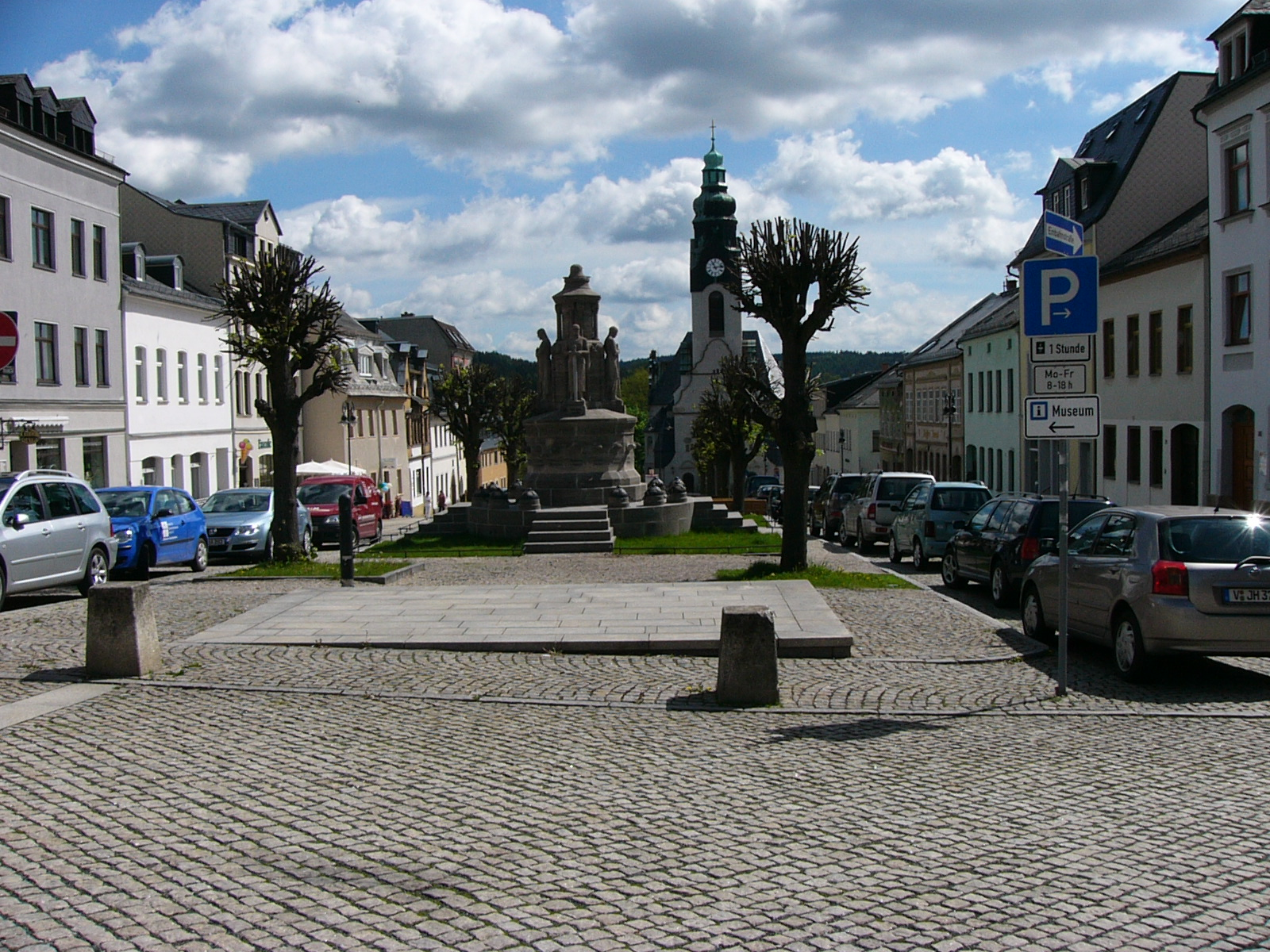
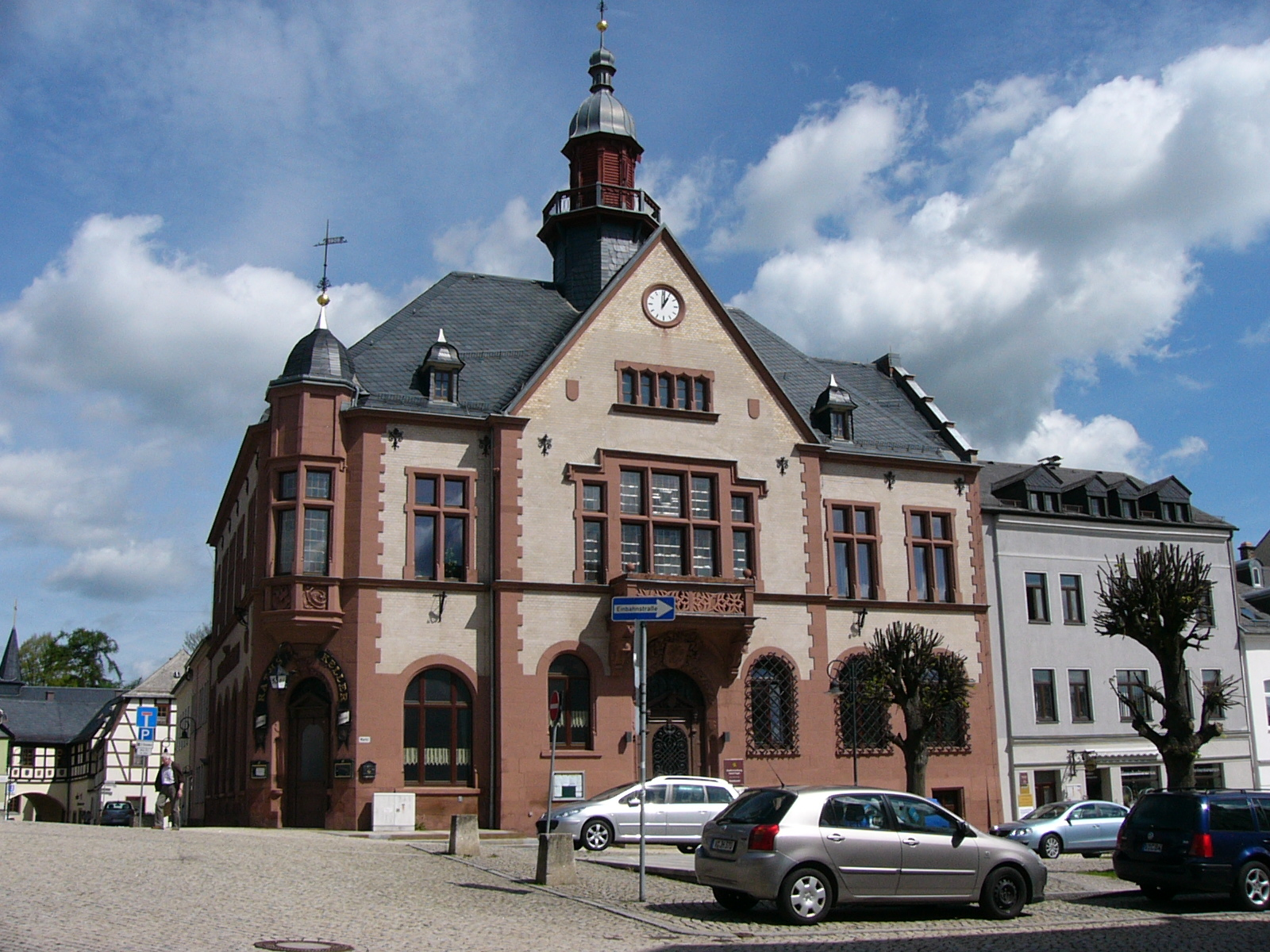
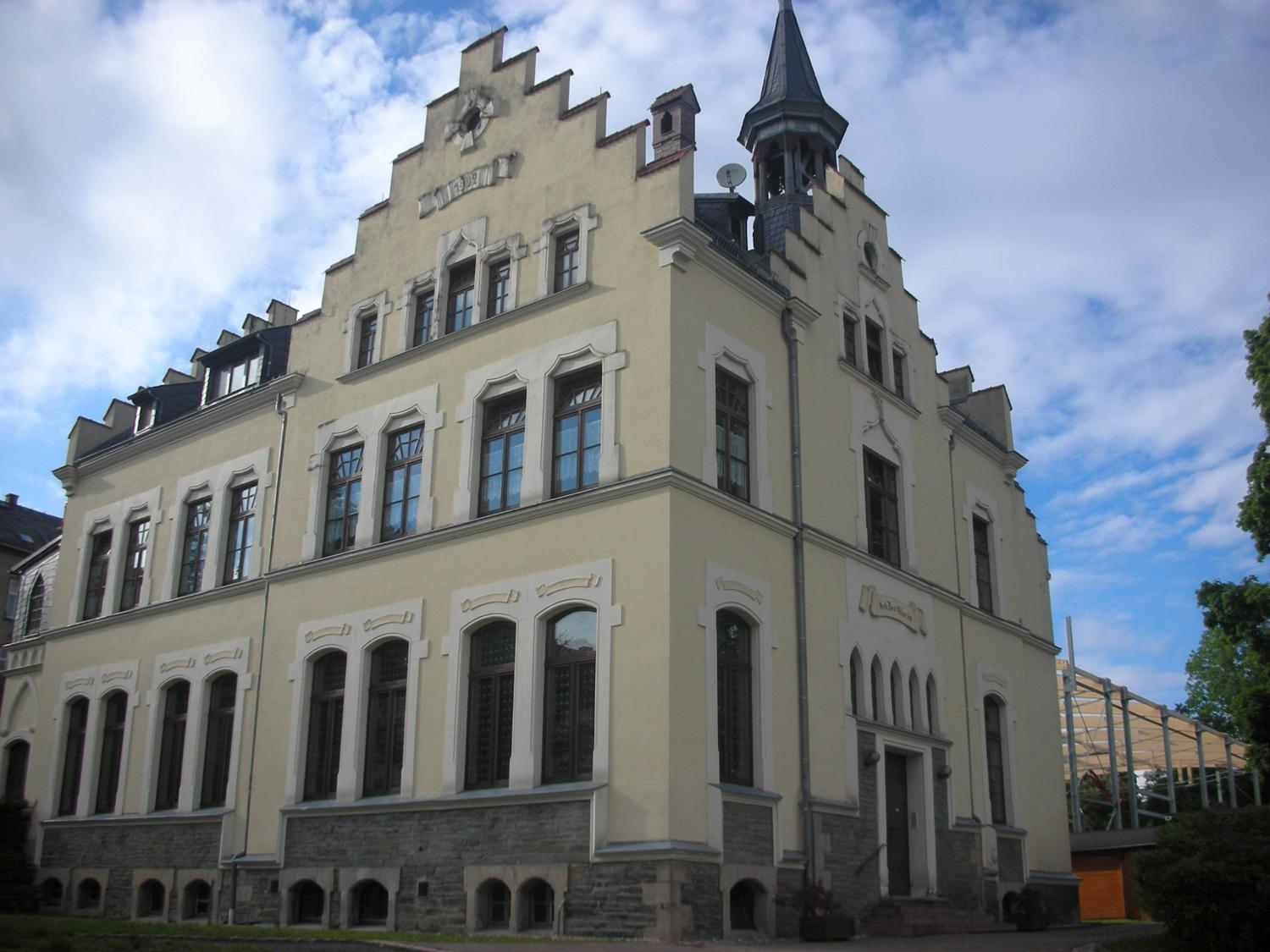
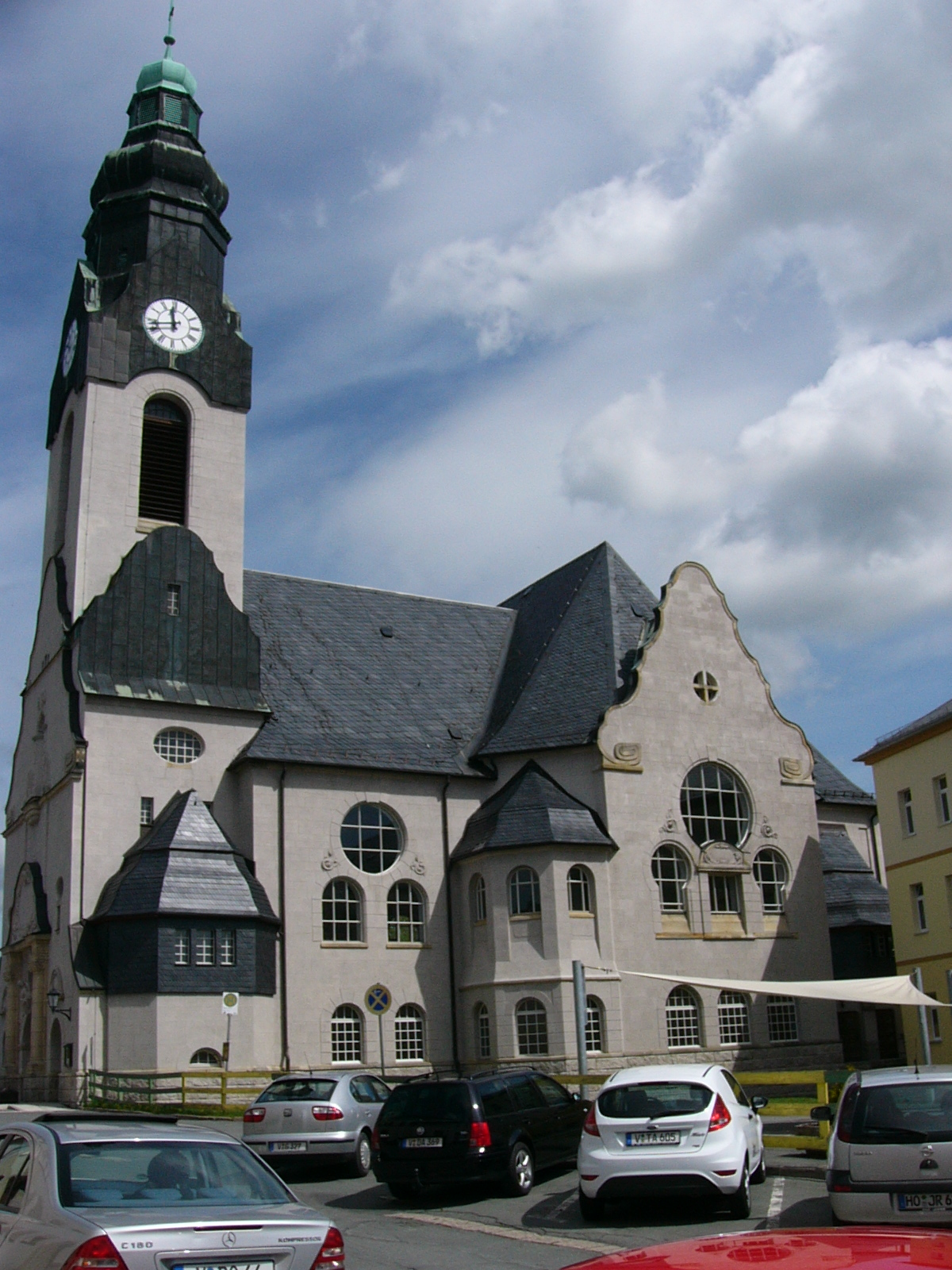
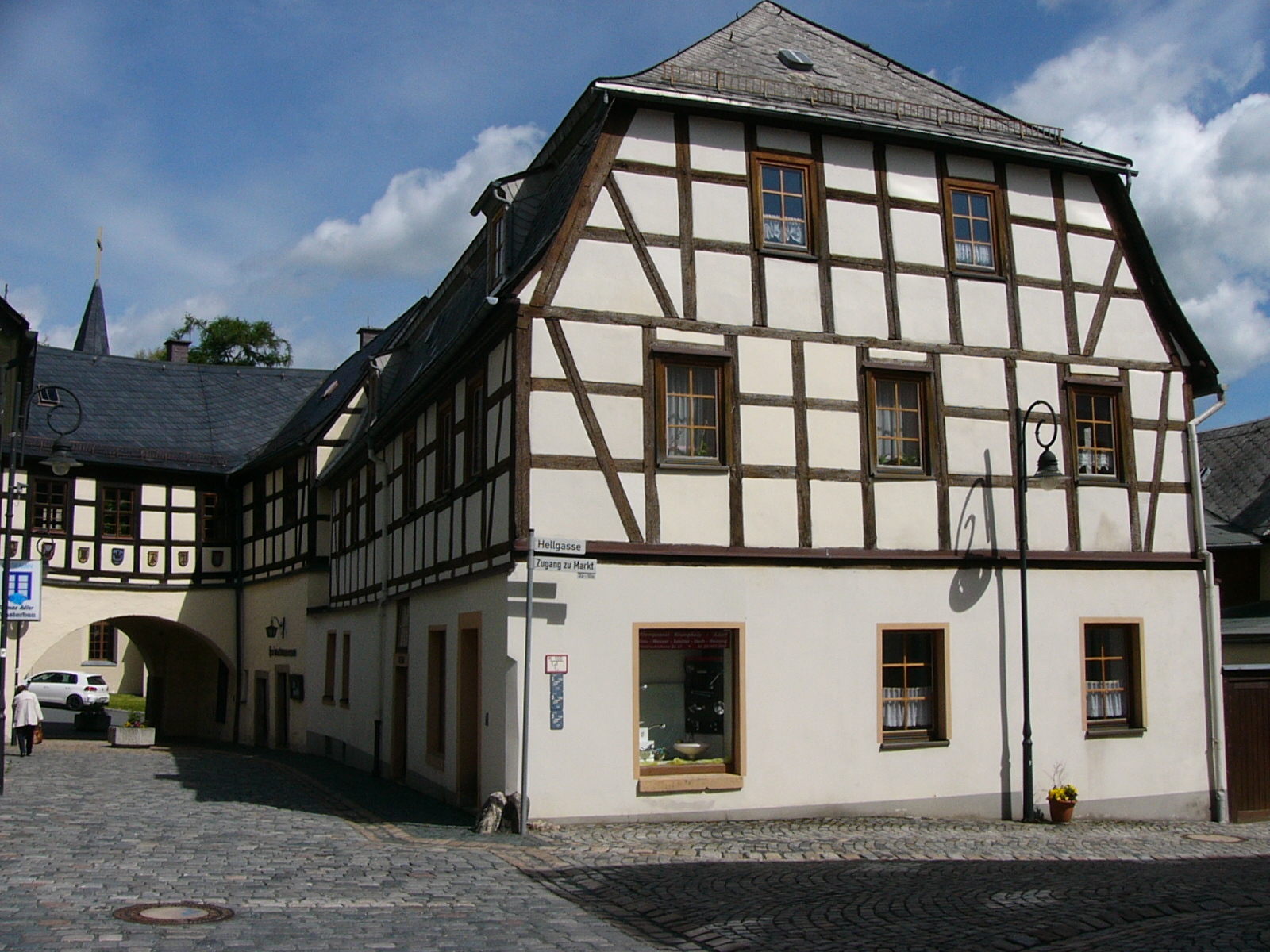